# Dieter Stöffler
Dieter Stöffler (Schramberg, 23 de mayo de 1939-5 de abril de 2023) fue un geólogo y mineralogista alemán.

## Vida
Hijo de un relojero, realizó su abitur en el Gimnasio Schramberg. Entre 1958 y 1963 estudió geología, mineralogía y química en la Universidad de Tubinga. En 1963 se doctoró y en 1970 se habilitó en Tubinga en la especialidad de ciencias de la Tierra.
Participó en las investigaciones de las rocas lunares del Programa Apolo de la NASA entre los años 1969 y 1975. Entre 1974 y 1993 enseñó en la Universidad de Münster, y entre 1986 y 1993 fue director de la facultad de planetología, que él había fundado. Fue director del Museo de Historia Natural de Berlín entre los años 1993 y 1999. Al mismo tiempo, entre 1993 y 2005 enseñó petrografía y mineralogía en la Universidad Humboldt de Berlín. Su campo de investigación es la planetología.

## Premios y reconocimientos
- 1988 (4283) Stöffler, asteroide nombrado en su honor.
- 1990 Premio Gottfried Wilhelm Leibniz.
- 1995 Miembro de la Berlin-Brandenburgischen Akademie der Wissenschaften.
- 1998 Miembro de Leopoldina.